# Lansdowne Portrait
Das Lansdowne Portrait (auch eingedeutscht Lansdowne-Porträt) ist ein Gemälde, das George Washington, den ersten Präsidenten der Vereinigten Staaten von Amerika, darstellt. Es wurde im April 1796 von Senator William Bingham, einem der reichsten Männer der USA, und seiner Frau Anne, in Auftrag gegeben.
Der Maler Gilbert Stuart, der noch andere Bilder von Washington und diversen anderen Revolutionären malte, stellte das Gemälde im Herbst 1796 fertig. Es zeigt Washington im Alter von 64 Jahren bei der Ablehnung einer dritten Amtszeit als Präsident der Vereinigten Staaten von Amerika. Das Gemälde wurde nach seiner Fertigstellung als Zeichen der Anerkennung William Petty, dem 2. Earl of Shelburne und 1. Marquess of Lansdowne geschenkt. Petty hatte als englischer Parlamentarier die Unabhängigkeit der 13 amerikanischen Kolonien unterstützt.
Nach dem Tod von Lord Lansdowne wurden seine Gemälde versteigert. Gilbert Stuarts Porträt von George Washington wurde im März 1806 von dem amerikanischen Händler Samuel Williams für 2.000 Dollar ersteigert. Williams wurde später zahlungsunfähig, und seine Gläubiger versteigerten den Washington in einer Lotterie. Das Gemälde fiel 1827 an J. Delaware Lewis, einen Neffen von William D. Lewis aus Philadelphia. Nur wenige Amerikaner hatten das Gemälde zuvor gesehen, und William D. Lewis, der Vorsitzender des Kunstkomitees war, erreichte, dass sein Neffe es für die Centennial International Exhibition in Philadelphia auslieh. Nach dem Ende der Ausstellung wurde es seinem Besitzer in England zurückgegeben. Im Mai 1889 wurde das Porträt von Archibald Philip Primrose, V. Earl of Rosebery, erworben und gelangte über die Familienlinie an Lord Harry Dalmeny, der es in London versteigern lassen wollte. Um zu verhindern, dass das Gemälde auf dieser Auktion versteigert wurde, erwarb es die National Portrait Gallery in Washington, D.C. im Jahr 2001 für 20 Millionen Dollar, ermöglicht durch eine Spende der Donald W. Reynolds Foundation in Las Vegas.
Heute hängt das Bild in der National Portrait Gallery in Washington, D.C., Teil des Smithsonian Instituts, Kopien befinden sich im Repräsentantenhaus und im Rayburn Zimmer des Kapitols. Von der kulturellen Bedeutung her wird das Gemälde teilweise mit der Declaration of Independence und der Liberty Bell verglichen.

## Analyse

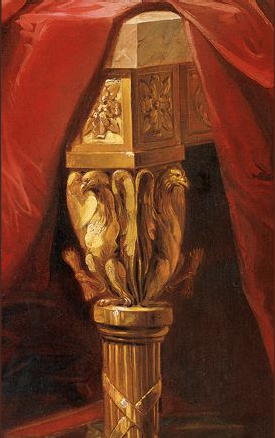
Detail: Tischfuß. Dieser dürfte durch einen hölzernen zeremoniellen Stab im Repräsentantenhaus angeregt sein, der dem Angriff der Briten 1812 auf Washington zum Opfer fiel. Dieser Stab wiederum ging auf das römische Fasces-Bündel zurück, wobei das Beil durch einen Weißkopfseeadlerkopf ersetzt wurde.

Das Gemälde ist reich an Symbolen, sowohl amerikanischen als auch solchen der antiken römischen Republik. Washington wird stehend abgebildet, in einem Anzug aus schwarzem Samt, die Hand ausgestreckt im Gestus des Redners – Ehrfurcht gebietend und streng, aber doch offen und zugänglich. Im Hintergrund sieht man zwei ionische Säulenpaare, drapiert mit purpurnem Stoff und goldenen Bordeln.
Sein Anzug ist sehr simpel gehalten, das Schwert an seiner Seite ist kein Kampfschwert, sondern zeremonieller Natur, was ein demokratisches Selbstverständnis ausdrücken sollte. Am Himmel werden die Sturmwolken auf der linken Seite durch den Regenbogen auf der rechten Seite verdrängt; ein Symbol für den Frieden der neuen Vereinigten Staaten, der nach dem Frieden von Paris 1783 den Unabhängigkeitskrieg verdrängt. Das Medaillon, das auf dem Sessel angebracht ist, zeigt bereits das inzwischen traditionelle rot-weiß-blau der neuen Republik.
Der Tischfuß ist als Fasces ausgeführt, dem altrömischen Symbol der Macht. Auf dem Tisch befinden sich zwei Bücher: Federalist (Föderalist), wahrscheinlich eine Anspielung auf die Federalist Papers, und Journal of Congress, die Aufzeichnungen der Aktivitäten des Kongress der Vereinigten Staaten. Unter dem Tisch sieht man fünf weitere Bände, die erkennbaren Titel sind: General Orders, American Revolution und Constitutional Bylaws – Symbol für Washingtons Anführerschaft der Kontinentalarmee und Präsidentschaft der Philadelphia Convention. Papier und Schreibfeder auf dem Tisch repräsentieren die Macht des Gesetzes. Das silberne Tintenfass trägt das Wappen Washingtons, die Feder ruht auf silbernen Hunden, Symbolen der Treue. 
Washingtons verkniffener Gesichtsausdruck ist auf seine berühmten falschen Zähne zurückzuführen. Stuart schrieb:

“When I painted him [Washington], he had just had a set of false teeth inserted, which accounts for the constrained expression so noticeable about the mouth and lower part of the face … Houdon’s Bust does not suffer from this defect.”

„Als ich ihn [Washington] malte, hatte er gerade ein Gebiss angepasst bekommen, was den verkniffenen Ausdruck erklärt, der rund um den Mund und die untere Gesichtshälfte auffällt … Houdons Büste leidet nicht unter diesem Fehler.“

## Belege
1. ↑  
www.npg.si.edu (Memento vom 16. Oktober 2011 im Internet Archive) 
National Portrait Gallery: "Lansdowne Portrait". Aufgerufen am 19. November 2012.